# Hva' så Scooby Doo?
Hva' så Scooby Doo? (originaltitel: What's New, Scooby-Doo?) er en amerikansk tegnefilmserie og intro sang produceret af Warner Bros. Animation til børns WB. Serien er den niende inkarnation af Scooby-Doo franchisen, der begyndte med Scooby-Doo, hvor er du! og den første Scooby-Doo-serie i et årti, siden Hvalpen Scooby-Doo sluttede i 1991 og den første siden slutningen af Hanna-Barbera-studierne og William Hannas død i 2001. 
Serien havde premiere den 14. september 2002 og varede i tre sæsoner, før den sluttede den 21. juli 2006. Introsangen blev fremført af det canadiske band Simple Plan.
I 2019 blev showet gjort tilgængeligt til streaming på Netflix i USA. I 2021 blev rettighederne overdraget til HBO Max .

## Afsnit
| Sæson | Sæson | Afsnit | Oprindelig sendt | Oprindelig sendt |
| Sæson | Sæson | Afsnit | Start            | Slut             |
| ----- | ----- | ------ | ---------------- | ---------------- |
|       | 1     | 14     | 2002             | 2003             |
|       | 2     | 14     | 2003             | 2004             |
|       | 3     | 14     | 2005             | 2006             |